# قطعنامه ۱۰۲۵ شورای امنیت
قطعنامه ۱۰۲۵ شورای امنیت سازمان ملل متحد که در تاریخ ۳۰ نوامبر ۱۹۹۵ تصویب شد، سندی بین‌المللی دربارهٔ کرواسی است. این قطعنامه طی نشست ۳۶۰۰ام با ۱۵ رای موافق، ۰ مخالف و ۰ ممتنع تصویب شد.